# West Linn
West Linn é uma cidade localizada no estado norte-americano de Oregon, no Condado de Clackamas.

## Demografia
Segundo o censo norte-americano de 2010, a sua população era de 25109 habitantes.
Em 2006, foi estimada uma população de 25.209, um aumento de 2948 (13.2%).

## Geografia
De acordo com o United States Census Bureau tem uma área de
20,5 km², dos quais 19,1 km² cobertos por terra e 1,4 km² cobertos por água.

## Localidades na vizinhança
O diagrama seguinte representa as localidades num raio de 8 km ao redor de West Linn.